# Cytisus supranubius
Cytisus supranubius is een soort uit de vlinderbloemenfamilie (Fabaceae). Het is een sterk vertakte bremachtige struik met een grauwgroene kleur. De struik kan een hoogte van 4 meter bereiken. De witte of roze bloemen vormen dichte clusters en hebben een sterke geur.
De soort is endemisch op de Canarische Eilanden, waar hij voorkomt op Tenerife en La Palma. Hij groeit op de hellingen van de vulkaan El Teide en op bergtoppen op La Palma, op hoogtes tussen 1700 en 24 meter.